# Mietwucher
Mietwucher ist ein juristischer Begriff und bezeichnet einen Sonderfall des Wuchers. Seine Bedeutung liegt sowohl auf strafrechtlichem als auch auf zivilrechtlichem Gebiet. Der Tatbestand des Mietwuchers liegt regelmäßig vor, wenn die vereinbarte Miete die ortsübliche Vergleichsmiete um mehr als 50 % übersteigt (im gewerblichen Bereich ist die Rechtsprechung uneinheitlicher, häufig wird als Kriterium eine Überhöhung um 100 % genannt). Eine derart hohe Miete steht in einem „auffälligen Missverhältnis“ zu der Leistung des Vermieters.
Zusätzlich hat eine Zwangslage des Mieters vorzuliegen, die vom Vermieter zur Erzielung einer überhöhten Miete ausgenutzt wurde.
Mietwucher wird mit einer Freiheitsstrafe bis zu drei Jahren oder mit Geldstrafe, in besonders schweren Fällen mit Freiheitsstrafe bis zu 10 Jahren bestraft (§ 291 StGB). Ergänzend gilt das Verbot der Mietpreisüberhöhung nach § 5 Wirtschaftsstrafgesetz (WiStG). Danach liegt eine Ordnungswidrigkeit vor, wenn die Miete infolge der Ausnutzung eines geringen Angebots an vergleichbaren Wohnräumen die ortsüblich vergleichbaren Mieten um mehr als 20 % übersteigt.
Zivilrechtlich ist Wucher in Deutschland ein in § 138 Abs. 2 BGB besonders geregelter Unterfall des sittenwidrigen Rechtsgeschäfts. In dieser Vorschrift heißt es:
§ 138 BGB
(1) Ein Rechtsgeschäft, das gegen die guten Sitten verstößt, ist nichtig.
(2) Nichtig ist insbesondere ein Rechtsgeschäft, durch das jemand unter Ausbeutung der Zwangslage, der Unerfahrenheit, des Mangels an Urteilsvermögen oder der erheblichen Willensschwäche eines anderen sich oder einem Dritten für eine Leistung Vermögensvorteile versprechen oder gewähren lässt, die in einem auffälligen Missverhältnis zu der Leistung stehen.
In diesem Fall sind Vereinbarungen hinsichtlich des Mietzinses unwirksam, wenn der Mieter nachweisen kann, dass er sich in einer Zwangslage befand, als er die überteuerte Wohnung anmietete. Außerdem darf der Mieter dem Vermieter die Mietzahlung verweigern, bis der jeweilige Betrag angepasst wurde.  Die zu viel bezahlte Miete kann der Mieter aber auch zurückfordern. Der Rückzahlungsanspruch verjährt in vier Jahren. Im Übrigen bleibt der Mietvertrag in allen weiteren Punkten wirksam.

## Aktuelle Rechtsprechung
Eine Zwangslage, die zur Anmietung einer überteuerten Gewerbefläche geführt hat, kann nach aktueller Rechtsprechung des Bundesgerichtshofs nicht mehr automatisch angenommen werden, sondern muss im Einzelfall geprüft und belegt werden.
Verschärfend hat der BGH als Kriterium für eine Zwangslage festgelegt, dass im ganzen Stadt- oder Gemeindegebiet eine Mangellage herrschen müsse, nicht nur in dem Stadtteil, in dem die (preisüberhöhte) Wohnung angemietet wurde.
Nach Ansicht einiger Mietervereine ist damit der Tatbestand des Mietwuchers zumindest bei der Neuvermietung so gut wie „ausgehebelt“, da praktisch nicht mehr belegbar.
Der BGH hat seine Rechtsprechung zur Sittenwidrigkeit von Gewerberaummieten bestätigt. Liegt die vereinbarte Miete in einem Gewerbemietverhältnis 100 % über der ortsüblichen Vergleichsmiete, so kann sie nach § 138 Abs. 2 BGB sittenwidrig sein.